# Золинген
Золинген град је у северозападној Немачкој, у савезној држави Северна Рајна-Вестфалија. Налази се на северу области Бергишес ланд, јужно од Рурске области. Кроз Золинген протиче река Вупер. Има око 162.500 становника (2007).
Град је познат по производњи мачева, ножева, маказа и бријача, још од средњег века. Први пут је поменут 1067, а постао је утврђен град у 15. веку.